# Cœur de père
Cœur de père è un cortometraggio muto del 1910 diretto da Louis Feuillade e Maurice de Féraudy. Per la protagonista, Madamigelle Testard o La petite Testard, si trattò della sua unica apparizione sullo schermo.

## Produzione
Il film fu prodotto dalla Société des Etablissements L. Gaumont

## Distribuzione
Distribuito dalla Société des Etablissements L. Gaumont, uscì nelle sale cinematografiche francesi nel 1910.